# Fetești-Gară, Ialomița
Fetești-Gară este o localitate componentă a municipiului Fetești din județul Ialomița, Muntenia, România. La recensământul din 2002, localitatea avea 21884 locuitori, din care 21412 s-au declarat români, 397 rromi, 45 ruși (lipoveni), 11 maghiari, 7 germani, 5 tătari și 7 de alte naționalități.